# Anomalocaris
Az Anomalocaris a Dinocaridida osztályának Radiodonta rendjébe, ezen belül az Anomalocarididae családjába tartozó névadó típusnem.

## Felfedezése
Az első Anomalocaris-maradványt Joseph Frederick Whiteaves fedezte fel az Ogygopsis-pala lelőhelyen. További kövületeket Charles Doolittle Walcott fedezett fel a híres Burgess-palában. Először csak különálló darabok kerültek elő ebből az állatból (száj, szájszervek, farok), emiatt korábban úgy vélték, hogy több különböző állat maradványairól van szó. 1985-ben Harry Blackmore Whittington és Derek Briggs őslénykutatók a „Scientific Journal”-ban bebizonyították, hogy valójában a különálló kövületek ugyanahhoz az állatfajhoz tartoznak.
Ezt az állatot sokáig hibásan rendszerezték; valószínűleg azért is, mert egyes testrészei elásványosodtak, míg más testrészei nem ásványosodtak el. A száj és szájszervek keményebb anyagból voltak, emiatt könnyebben fosszilizálódtak. 1892-ben Whiteaves „rendkívüli garnélaként” írta le. Szerinte hasonlít egy leszakadt ollós homárra vagy garnélára. Az első megkövesedett szájat Walcott fedezte fel, és ő medúzának vélte; a Peytoia nembe helyezte. Walcott egy szájszerv részét is felfedezte, de nem tudta Whiteaves felfedezéséhez fűzni, emiatt azt hitte, hogy a fosszilis Sidneyia szájszerve vagy farka. Az állat testét külön találták meg, és a szivacsok közé sorolták, a Laggania nembe. A testtel egy szájat is találtak, de az angol paleontológus, Simon Conway Morris egy másik Peytoia-fajnak vélte, amely éppen a szivacs mellett kövesedett meg. Később, miközben a „szivacs” maradványt tisztította, Harry Blackmore Whittington brit őslénykutató észrevette, hogy itt is van egy garnélaszerű farok és egy medúzaszerű száj, és ő meg is próbálta fejteni a rejtélyt, de még néhány évbe telt, amíg a tudósok rájöttek, hogy a Peytoia és a Laggania valójában egyetlen állat maradványai, amely nem is Anomalocaris nembéli. A Nemzetközi Zoológiai Nomenklatúrabizottság (International Commission on Zoological Nomenclature, ICZN) szabályai szerint a legrégebbi névnek van elsőbbsége, így lett az állat neve Anomalocaris. Később a „Laggania” nevet egy másik Anomalocarididae állat megnevezésére használták fel, újabban a Peytoia szinonimájaként használt.
Stephen Jay Gould a „Wonderful Life” című könyvében azt írja, hogy az Anomalocaris és az egyéb, mellette talált fosszilizálódott élőlények bizonyítékai annak, hogy a kambriumban egyéb törzsek is léteztek, azonban ezt az állítást más paleontológusok cáfolják.

## Megjelenése

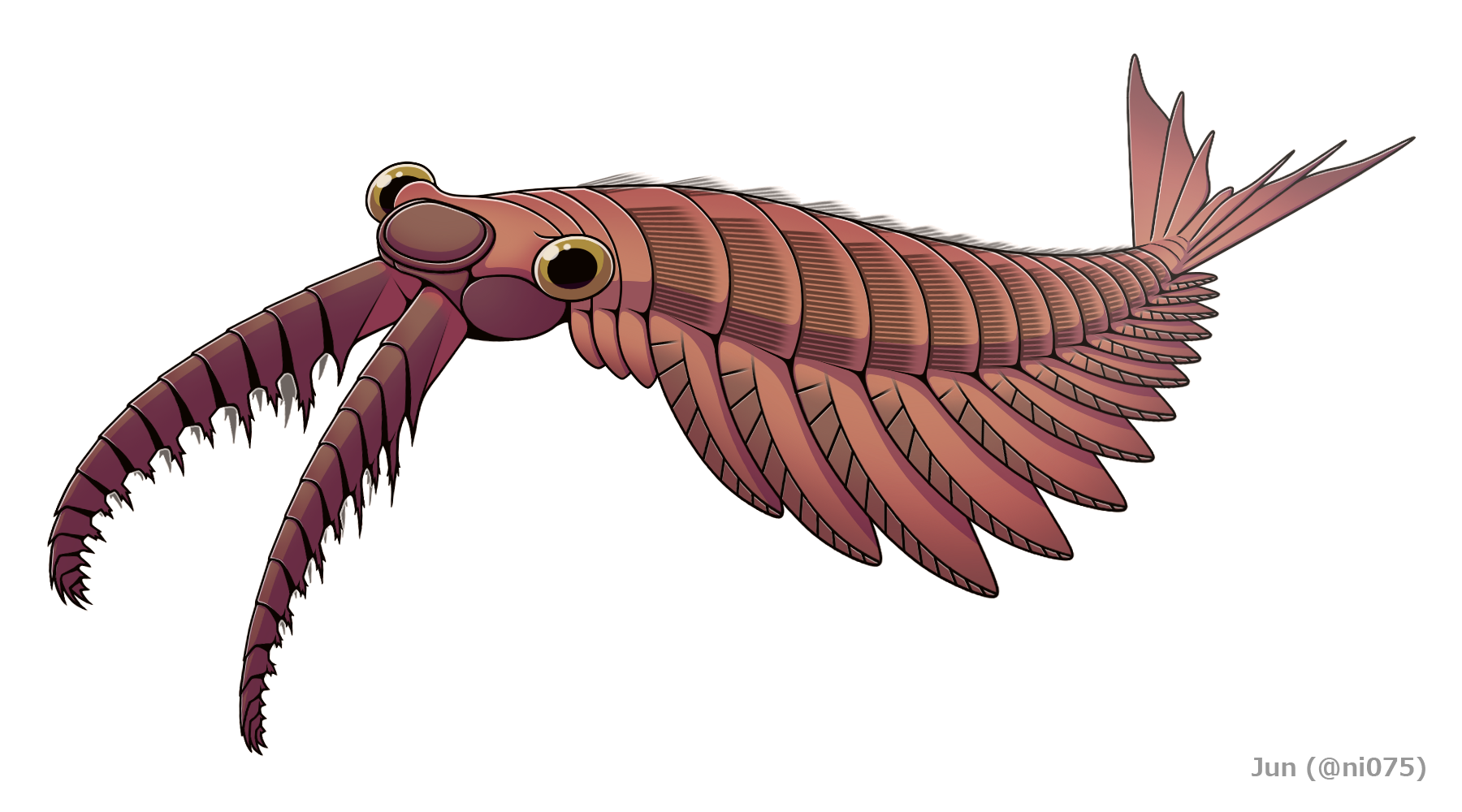
Rekonstrukciója

A tudósok szerint az Anomalocaris ragadozó állat volt. Az úszást az oldalán levő nyúlványok mozgatásával oldotta meg. Mindegyik nyúlvány az előtte levő alatt kezdődött, emiatt úgy viselkedtek, mintha egy nagy „oldalúszó” lenne; így megkönnyítve az úszást. Egy távirányítású Anomalocaris-szerű robot segítségével bebizonyították, hogy a valódi Anomalocarisnak nem kellett fejlett agy ahhoz, hogy az egyensúlyát megtartsa úszás közben. Az állat testének a legszélesebb része a harmadik és ötödik nyúlvány között volt; a farok felé elvékonyodott. Az egyik oldalán legalább 11 nyúlvány volt, de ez a szám nem biztos, mivel hátrafelé haladva egyre nehezebb észrevenni a nyúlványokat. Az állat hatalmas fején egy pár összetett szem volt, amelyek körülbelül 16 000 apró lencsékből álltak. Összetett szája ananásszerű, ananász alakú volt; 32 egymást fedő lemezből állt, 4 nagy és 28 kis lemezből; középen pedig több fűrészes tüske ült. Szájával szét tudta törni áldozatát, de nem tudta becsukni a száját. A zsákmányt a fűrészes tüskék aprították fel; ezek a tüskék a nyelőcsőben is folytatódtak. Az állatnak két 17,78 centiméteres karja is volt, amellyel, valószínűleg az áldozatát fogta el. Ezeken a karokon szögesdrótszerű tüskék ültek. A nagy farok legyező alakú volt, és a nyúlványok mellett biztos ez is segítette az állatot a kambriumi vizekben való előrehaladáshoz. Mindegyik nyúlvány végén több kis lemezszerű kinövések voltak, valószínűleg ezek a kopoltyúkat helyettesítették.
A kambriumi vizekben az Anomalocaris az 1 méteres hosszával valószínűleg óriási élőlénynek számított.

## Ősbiológia

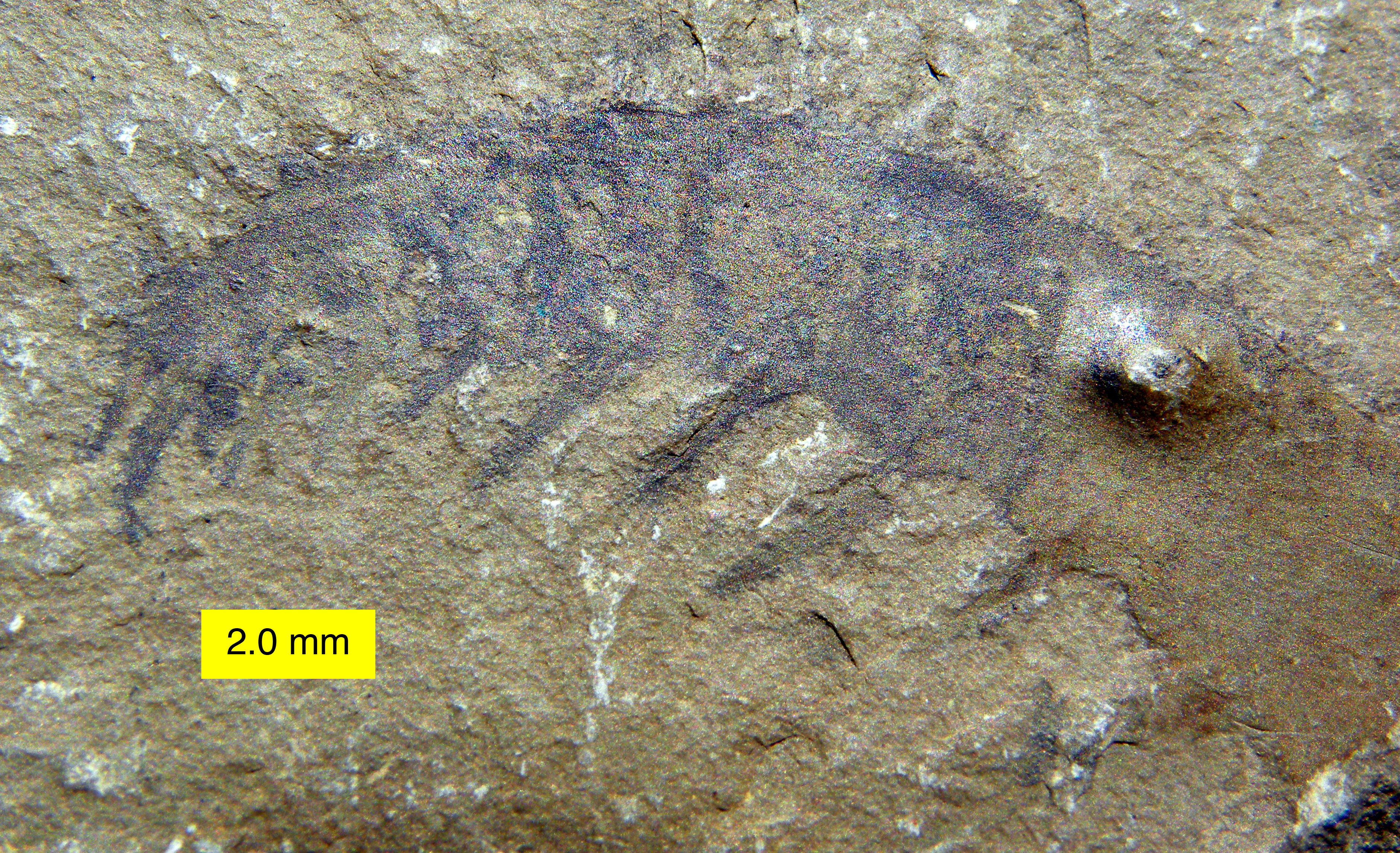
Anomalocaris kar, a kanadai Brit Columbiában. A kart a középső kambriumi rétegben találták meg

Az Anomalocaris széles körben elterjedt. A kora és középső kambriumi korszakok tengereiben élt. A sok közül néhány ország, ahol megtalálták: Kanada, Utah és Ausztrália.
A tudósok már a kezdetektől gyanították, hogy ez az állat ragadozó életmódot folytatott, és kemény vázú állatokkal táplálkozott, köztük a háromkaréjú ősrákokkal is. Habár szájszervei ragadozóra utalnak, az utóbbi években napvilágot látott egyes vélemények szerint nem volt képes áttörni a meszes-kitines páncélokat. Egyes kambriumi trilobitákon kerek vagy W alakú harapásnyomok vannak, amelyek arra utalnak, hogy Anomalocaris támadott rájuk.
Még jobb bizonyíték arra, hogy az Anomalocaris trilobitákat evett a fosszilizálódott ürülékben (koprolit) van. Egyes fosszilizálódott ürülékekben trilobitákat találtak. Ezek a koprolitok olyan nagyok, hogy abban az időben csakis egy Anomalocaris méretű állattól származhattak. Azonban az Anomalocaris szövetei nem tartalmaznak meszes-kitines részeket, s emiatt nehéz lett volna az állatnak feltörni a háromkaréjú ősrákok páncélzatát. Egy magyarázat szerint az Anomalocaris szájába fogta a zsákmány egyik végét, miközben a másik végét karjaival rázta/hajlítgatta, amíg az alig hajló kitinpáncél el nem tört, ezek után pedig elfogyasztotta az áldozat puha belsejét. Lehet, hogy ez a vadászási módszer serkentette a trilobitákat arra, hogy kifejlesszék a gömbölyűvé válás technikáját; ilyenformán már nem voltak merevek, tehát az Anomalocaris már nem tudta könnyen eltörni őket. Mivel az Anomalocaris-kövületek szájszervei nem mutatnak nagyobb kopást, nem valószínű, hogy mégis trilobitákkal táplálkoztak. A szájszervek számítógépes rekonstrukciói azt mutatják, hogy valójában puhatestű élőlényeket szívtak ki az üregeikből vagy a házukból (ha csigaszerű élőlények is léteztek akkor). Ez azt jelentheti, hogy a trilobitákon talált kerek vagy W alakú harapásnyomokat egyéb ragadozó állat ejthette.

## Rendszerezés
A nembe az alábbi 6 faj tartozik:
- Anomalocaris briggsi Nedin, 1995
- Anomalocaris canadensis Whiteaves, 1892
- Anomalocaris kunmingensis Wang, Huang & Hu, 2013
- Anomalocaris magnabasis Pates, 2019
- Anomalocaris pennsylvanica Resser, 1929 (= A. canadensis?)[15]
- Anomalocaris saron Hou, Bergström & Ahlberg, 1995

Korábban valós fajoknak vélt állatok; manapság szinonimáknak számítanak:
- ?A. cf. pennsylvanica Resser, 1929
- Anomalocaris emmonsi Walcott, 1886
- Anomalocaris kokomoensis Ruedemann, 1925
- Anomalocaris lineata Resser & Howell, 1938
- Anomalocaris nathorsti Walcott, 1911
- Anomalocaris whiteavesi Walcott, 1908
- Anomalocaris gigantea Walcott, 1912
- Anomalocaris cranbrookensis Resser, 1929

### Fordítás
- Ez a szócikk részben vagy egészben  az   Anomalocaris című angol Wikipédia-szócikk ezen változatának fordításán alapul.  Az eredeti cikk szerkesztőit annak laptörténete sorolja fel. Ez a jelzés csupán a megfogalmazás eredetét és a szerzői jogokat jelzi, nem szolgál a cikkben szereplő információk forrásmegjelöléseként.